# Argyrolobium biebersteinii
Argyrolobium biebersteinii là một loài thực vật có hoa trong họ Đậu. Loài này được P.W.Ball miêu tả khoa học đầu tiên.